# Yuichi Inoue
Yuichi Inoue (Japans 井上祐一, Inoue Yuichi, circa 1970) is een Japanse jazzpianist.

## Biografie
Yuichi Inoue werkte vanaf de jaren 90 in de groep van drummer Masahiko Osaka, waarmee hij zijn eerste opnames maakte (Twelve; 1994), met Delfeayo Marsalis (Musachi, 1996) en in de bigband van Kenichi Tsunoda. Na zijn debuutalbum Blue Requiem (1997, met Yasuhiko Satō en Akira Igawa) nam Inoue in 2002 met Atsushi Ikeda (fluit, altsaxofoon), Shō Kudo (basgitaar) en Toru Takahashi (drums) de plaat Standin’ Out (Sea Breeze) op. In 2007 volgde het album Floating Moments (What's New), met Haruhisa Takamichi en Koichiro Taki. Hij speelde verder samen met Neil Stalnaker, Shigeharu Mukai, Yoshiaki Miyanoue, Tsuyoshi Niwa (At the End of the Day (2013) en bijvoorbeeld met Randy Brecker. In 2013 kwam hij met het album The Core, opgenomen met Yuhei Honkawa (bas) en Yosuke Tamura (drums).